# プロビデンス・パーク病院
プロビデンス・パーク病院（英語：St. John Providence Park Hospital）はミシガン州、大デトロイト市(Metro Detroit)のノバイにある病院で、 セントジョン・プロビデンス・ヘルスシステム(St. John Providence Health System)の系列に入る。

## 歴史
この病院の起工式は2005年10月に行われた。
その病院は南東ミシガン州で20年来はじめての病院であった。オークランド郡の西部の人口が増加したのでその病院は作られた。以前の分院の土地は300,000平方フィート（28,000平方メートル）あったが、700,000平方フィート（65,000平方メートル）に拡大された。
建築家はNBBJ（英語：NBBJ：北京、ボストン、ニューヨーク、ロスアンジェルス、上海などにオフィスをもつ総合建築業者）で、請負人はサウスフィールド(Southfield)のBarton Malow であった。. 
開院式は2008年8月8日に予定されたが、医学記録システムのコンピュータ設立の遅れで9月5日に延期になった。従業員は開院時400名を予定、1,200名まで増員予定であったが、最後の100名は2009年3月に間に合った。.
病院の建物のコストは $300万ドル以上で.  
、200ベッドと追加できる68ベッドがある。 医療棟は最初の予定は 80,000平方フィート (7,400 m2) の広さであった。 眼科医Dr. Peter McCannによると計画は変更され医療棟は大きくなったという。 Providence Parkの医師たちは $39 millionドルを医療棟に投資した。 2008年8月現在 空いたスペースが 2,400平方フィート (220 m2) ある。
2009年に Art Van Elslanderはセントジョンヘルスシステム(St. John Health System)を援助した人であるがこのシステムに対し最大の金額の寄付を行った。それで、このファンドで神経科学研究所を拡大し、数百万ドルの資本投下を行った。

## 設備
病院の敷地は高速道路州間高速道路96号線(Interstate 96)とベック道路の交差点に近い。病院は7階建で、 敷地の面積は 500,000-平方フート (46,000 m2) の病院の建物と医療棟 210,000-平方フート (20,000 m2) と整形外科と外来手術センターが 60,000-平方フート (5,600 m2) 　医療棟は 24エーカー (9.7 ha) の土地にあり病院からのリースである。　外科棟は 7エーカー (2.8 ha) の敷地面積があり　ノバイ整形外科センターの所有である。
病院は救急部があり「レベル1外傷センター」として設計されている。この病院には隠れたエレベーターがあり、玄関廊下（英語： hallways） 細い廊下（英語：pathways）があり、トンネルがあるので、ここではカートや輸送中の患者が見えない。 2008年現在、 200 の入院ベッドはプライベートであり、そのうち168はすぐICUに変更可能である。 病院の最高経営責任者Rob Casalou,によると
彼は一週間フロリダのディズニーインスティチュート(Disney Institute) にいって、隠れたエレベーターや廊下のアイディアを思いついたとある。
病院のデザインは６階建の中央大広間で太陽光が入る。

## サービス
この地方は日本人の住民が多いので、その点を従業員に意識を払わせ、色々な文書を日本語に翻訳したり、日本語通訳を配置したりしている。ヨガ教室も日本語で行っている。病院のウェブサイトにも日本人歓迎とある。 この病院には日本人の重役などが米国に初めて着いたときに仕事につく報告書を書くことができる。2009年に日本の保健システムを取り入れ、家族ともその病院のケアを受けることができる。
追加：日本人が利用できるホテルの名前はステイブリッジ・スイーツ・デトロイト - ノバイ という。